# Allobates femoralis
Allobates femoralis (Boulenger, 1884) è un anfibio anuro appartenente alla famiglia degli Aromobatidi.

## Etimologia
L'epiteto specifico dal latino fĕmŏrālis , "coscia", è stato dato in riferimento al marchio presente sui suoi arti posteriori.

## Distribuzione e habitat
Questa specie si trova nel bacino amazzonico in Bolivia, in Perù, in Ecuador, in Colombia, in Venezuela, in Guyana, il Suriname in Guyana francese e Brasile.